# Mario Betto
Mario Betto (Venezia, 31 dicembre 1909 – Barcis, 23 ottobre 1944) è stato un anarchico e partigiano italiano.

## Biografia
Nome di battaglia Spartaco, anarchico, miliziano antifascista della guerra di Spagna, ricercato da molte questure d'Europa, nacque a Venezia ma visse nella maturità a Visinale di Pasiano. Fu uno dei primi ad iniziare azioni armate contro i nazifascisti presenti nella Bassa Pordenonese, diventando un componente dei GAP, che operavano in città con regole ferree di coordinamento e sicurezza. Da anarchico qual era fu molto indipendente nelle scelte, anche militari, e creò quindi difficoltà ai dirigenti del movimento di Resistenza, al punto tale da essere convinto ad aggregarsi alle formazioni di montagna.

### In montagna
Raggiunge la Brigata Antonio Gramsci. La sua divisa era un capello a larga falde sul genere dei campesinos, un cinturone con pistola, grosso coltello e "collana" di granate. Conosciuto da tutti i compagni per eccentricità e coraggio ma ben visto perché personaggio scanzonato e capace di motti umoristici che tiravano su il morale, leale e disciplinato, nonostante la fama che lo precedeva, dimostrando, lui "vecchio"  fra i "ragazzini", la propria grande esperienza militare, retaggio della milizia antifascista in Spagna.

### Un atto coraggioso
Il 23 ottobre 1944, nei pressi di Barcis, da cui si sono ritirati i partigiani, viene avvistato un forte contingente di nazifascisti che avanzano. Vi è bisogno di un'azione di copertura a cui partecipano alcuni partigiani che sono giovani e non hanno famiglia. Spartaco giura il falso perché nessuno lo sa, ma ha una figlia nata nel 1942, per cui si offre di attuare lui un'azione molto pericolosa, che dovrebbe essere utilissima allo scopo. Con lui vuol andare anche il giovane partigiano Diana.
I due compagni si dirigono in bicicletta a minare la galleria di ponte Antoi al fine di impedire il passaggio ai nazifascisti; le biciclette servono per portare il pesante carico di esplosivo. Nel pomeriggio la Brigata Antonio Gramsci mentre si ritira ode un forte boato: è saltata la galleria dell'Antoi e con essa Mario Betto, che trova la morte.
Diana ritorna da solo col moschetto spaccato da un proiettile, indice di quanto i due compagni si siano impegnati nella missione. Spartaco, circa a metà galleria, stava preparando l'innesco per far saltare il tunnel, ma ormai i nazifascisti stavano entrando. Inizia allora uno scambio di frasi coi tedeschi in tedesco. Diana non capisce, ma i nazifascisti cominciano a sparare. Non c'è il tempo per la miccia lunga, adeguata a permettere la fuga, e quindi Spartaco manda via Diana che riesce a salvarsi sotto una pioggia di proiettili.

#### Epilogo
Appena allontanatosi Diana, Spartaco fa brillare le mine, saltando col contingente nazifascista, concludendo in modo coerente la sua vita di indomito combattente antifascista e salvando la ritirata dei compagni.